# Історія освоєння мінеральних ресурсів Демократичної Республіки Конго

Гірник у жолобі для промивки олов'яної руди, Каліма (XX ст.)

Історія освоєння мінеральних ресурсів Демократичної Республіки Конго
Ознаки видобутку місцевим населенням корисних копалин в Катанзі (Заїр, провінція Шаба) датують X ст.
Мідноносний пояс Центральної Африки, що простягається через Заїр (Демократична Республіка Конго (ДРК, Конго-Кіншаса), Замбію та Республіку Конго (Конго-Браззавіль), зумовив масштабну розробку родовищ міді й поліметалів. Європейці почали геологічні дослідження наприкінці XIX ст., а розробляти надра Центральної Африки — в першій чверті XX ст.
В межах мідноносної провінції відомо 150 родовищ, найбільші — Нчанга, Муфуліра, Нкана, Рон-Антелоп (Замбія), Мусоноі, Камото, Колвезі (Заїр). Середній вміст міді 3-4%, на деяких покладах до 9%. Тут також зосереджено «рідкіснометалічне серце Африки» (північний схід Заїру): руди тантало-ніобатів, берилію, літію та інших. На шельфі Конго — родовища нафти і газу.
До кінця колоніального періоду європейські компанії контролювали практично всю добувну галузь. Серед найпотужніших з них можна виділити такі: бельгійська «Сосьєте женераль», яка через свою дочірню компанію «ЮМОК» володіла на правах концесії територією площею в 33,7 тис. кв. км, де були зосереджені найбагатші родовища корисних копалин (мідь, золото, алмази, свинець, цинк); «GEKAMINES» (США, Велика Британія, Франція), яка виробляла в 80-х роках до 450 тис. т міді щорічно; «SODIMIZA» (Японія), «Zambia Consolidated Cooper Mines» та ін. У 1966 р. уряди центральноафриканських країн націоналізували власність багатьох компаній, в т.ч. і «ЮМОК». Для контролю над видобутком, виплавкою і продажем міді та інших корисних копалин були створені державні гірничодобувні корпорації, які згодом передали значну частину видобутку ефективнішим західним компаніям. На рентабельність корисних копалин Центральної Африки значно впливає складність транспортування до портових міст.
У сучасному світі Демократична Республіка Конго (ДРК, Конго-Кіншаса) (Заїр), займає 1-е місце серед країн світу за запасами руд кобальту, танталу, германію і технічних алмазів, провідне місце на Африканському континенті за запасами руд міді, вольфраму, олова, ніобію, кадмію. Крім того, важливими корисними копалинами є: нафта, газ, вугілля, золоті і срібні руди. В останні десятиліття XX ст. у структурі ВВП країни частка гірничодобувної промисловості і кольорової металургії досягала 58%. Гірнича промисловість забезпечувала понад 70% надходжень від експорту. Основні гірничодобувні центри розташовані в пров. Шаба, де розробляються родовища руд міді, кобальту, цинку, срібла, урану, кадмію, германію, і в пров. Сх. і Зах. Касаї, де знаходяться великі родовища алмазів. В пров. Катанга видобувають мідь, свинець, вугілля, манган, цинк і кобальт. У районах видобутку корисних копалин були створені великі гірничодобувні і металургійні комплекси. ДРК посідає 1-е місце у світі по виробництву промислових алмазів  і кобальту і є одним з провідних світових виробників міді. ДРК — найбільший постачальник кобальту на світовий ринок, 25% алмазів, 8% міді, 1,7% олов’яних концентратів. ДРК на світовому ринку вагомий експортер цинку, срібла, марганцю, германію. Політична криза 1990-х років згубно відбилася на розвитку гірничодобувної і металургійній промисловості. Обсяг річного виробництва міді скоротився на 90%. У зв’язку з політичним та економічним станом в країні точна оцінка обсягів видобування і експорту корисних копалин на межі XX -XXI ст. утруднена. За даними [Mining J. — 2000. — 334, 8572] загальний видобуток алмазів  оцінюється в 22 млн карат/рік, велика частина яких вивозиться контрабандно. Аналогічна ситуація спостерігається із видобутком Au, який офіційно становить 120 кг/рік при фактичній 9330 кг/рік.
Підготовку кадрів гірничо-геологічного профілю здійснюють в Інституті географії Заїру та на гірничому факультеті Університету м. Лусака (1965 р.), а також у іноземних інститутах та університетах.